# Pavilion Cinema

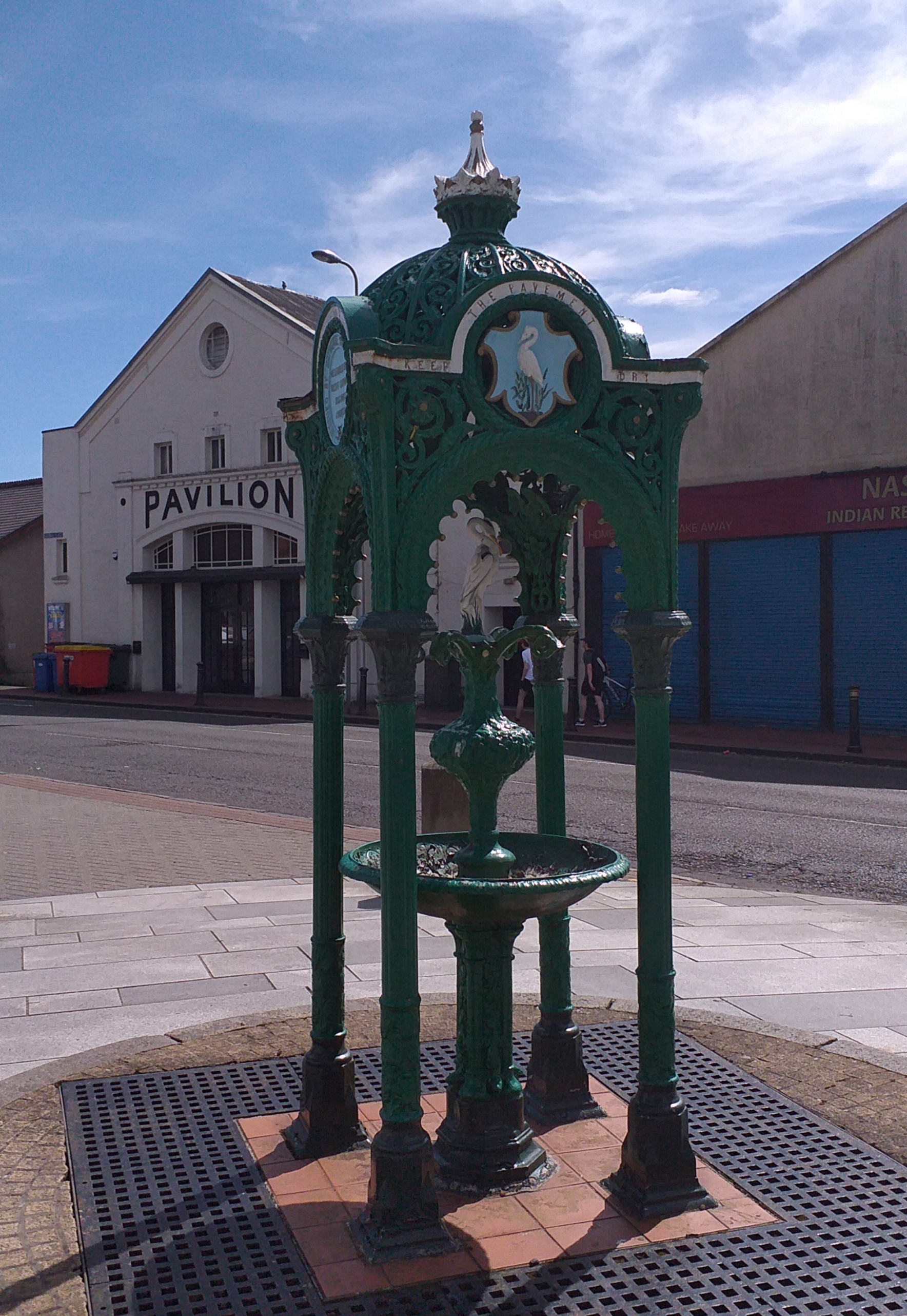
Pavilion Cinema (im Hintergrund)

Das Pavilion Cinema ist ein Kinogebäude in der schottischen Stadt Bathgate in der Council Area West Lothian. 2008 wurde das Bauwerk in die schottischen Denkmallisten in der Denkmalkategorie C aufgenommen. Nach dem Einstellen des Lichtspielbetriebs wurde es zu einer Bingohalle umgestaltet.

## Geschichte
George Green gilt als der erfolgreichste Kinobetreiber seiner Zeit in Schottland. Im Jahre 1911 eröffnete er sein erstes Lichtspielhaus und baute in der Folge eine Kette von Kinos in Südschottland auf. Wie bei zahlreichen Gebäuden der Green-Kette zeichnet auch bei dem Pavilion Cinema in Bathgate der schottische Architekt John Fairweather für den Entwurf verantwortlich. Es handelt sich um das älteste erhaltene Haus der Green-Kette.
Mit seiner Eröffnung am 25. März 1920 ersetzte das Pavilion Cinema ein älteres Green-Kino in Bathgate. Dieses Picturehouse entstand 1913 durch den Umbau einer Eislaufbahn. Der Lichtspielbetrieb im Pavilion Cinema wurde 1967 eingestellt. In der Folge wurde das Gebäude umgestaltet und beherbergt seitdem eine Bingohalle.

## Beschreibung
Das Pavilion Cinema besitzt einen prägenden Charakter für den George Place im Zentrum Bathgates. Es stammt aus der Zeit, in welcher die Gewinnorientierung durch effiziente Raumnutzung an Bedeutung gewann. Aus diesem Grund nimmt das Foyer nur eine kleine Fläche ein. Der Kinosaal bot 1067 Personen Platz. Das Gebäude ist im neoklassizistischen Stil gestaltet und zählt zu den späten Kinobauten in diesem Stil vor der Umorientierung zum Art déco.
Der Eingangsbereich befindet sich an der nordostexponierten Giebelseite am Geoerge Place. Die Fassade ist symmetrisch aufgebaut. Oberhalb der sechs doppelflügligen, hölzernen Schwingtüren befindet sich ein buntverglastes Diokletianisches Fenster. Schlichte Blendpfeiler flankieren den Bereich und tragen ein gekehltes Gesimse mit Kragsteinen. Zwischen Fenster und Gesimse ist farblich abgesetzt der Name PAVILION zu lesen. Unterhalb des Giebels befindet sich ein Oculus. Rechts schließt ein schmales, traufständiges Nebengebäude mit schmuckloser Türe an. Dessen Satteldach ist mit Schiefer eingedeckt, während das Hauptgebäude mit einem Wellblechdach schließt.